# Hannay
Hannay è una serie televisiva britannica in 13 episodi trasmessi per la prima volta nel corso di 2 stagioni dal 1988 al 1989.
È una serie del genere drammatico incentrata sulle vicende di Richard Hannay, un ingegnere minerario di origine scozzese in Rhodesia negli anni 1910. È basata sul film I 39 scalini (The Thirty Nine Steps) del 1978, a sua volta tratto dal romanzo I trentanove scalini (The Thirty-Nine Steps).

## Personaggi e interpreti
- Richard Hannay (13 episodi, 1988-1989), interpretato da Robert Powell.
- Reggie Armitage (5 episodi, 1988-1989), interpretato da Christopher Scoular.
- Conte Von Schwabing (4 episodi, 1988-1989), interpretato da Gavin Richards.
- Eleanor Armitage (2 episodi, 1988), interpretata da Jill Meager.
- Sal Alford (2 episodi, 1989), interpretato da Diane Bull.
- Comico (2 episodi, 1989), interpretato da Felix Bowness.
- Pianista (2 episodi, 1989), interpretato da William Davies.
- Knipper (2 episodi, 1988), interpretato da Nicholas Coppin.

## Produzione
La serie, ideata da Ken Hannam, fu prodotta da Thames Television.

### Registi
Tra i registi sono accreditati:
- Guy Slater in 3 episodi (1988-1989)
- Jeremy Summers in 2 episodi (1988)
- Ken Hannam in 2 episodi (1989)
- Henry Herbert in 2 episodi (1989)
- Robert Reed in 2 episodi (1989)

### Sceneggiatori
Tra gli sceneggiatori sono accreditati:
- John Buchan in 13 episodi (1988-1989)
- Michael Robson in 9 episodi (1988-1989)
- Robin Miller in 2 episodi (1988-1989)
- Richard Carpenter in 2 episodi (1989)

## Distribuzione
La serie fu trasmessa nel Regno Unito dal 6 gennaio 1988 al 1º marzo 1989 sulla rete televisiva Independent Television.

## Episodi
| Stagione         | Episodi | Prima TV Regno Unito |
| ---------------- | ------- | -------------------- |
| Prima stagione   | 6       | 1988                 |
| Seconda stagione | 7       | 1989                 |